# 마이크로소프트 페이
마이크로소프트 페이(Microsoft Pay, 과거 명칭: Microsoft Wallet)는 사용자들이 특정 장치에서 로열티 카드를 저장하고 결제할 수 있도록 마이크로소프트가 제공하는 모바일 결제 및 전자지갑 서비스이다. 결제는 현재 루미아 950, 루미아 950 XL, 루미아 650에서 지원된다. 마이크로소프트 페이는 마이크로소프트 페이에 특화된 비접촉 결제 터미널을 필요로 하지 않으며 기존의 비접촉 터미널과 동작할 수 있다. 안드로이드 페이와 비슷하게 마이크로소프트 페이는 스토어 내 결제를 위해 호스트 카드 에뮬레이션(HCE)을 이용한다.
이 이름은 원래 윈도우 98과 인터넷 익스플로러 5에 포함된 신용 카드 관리자 기능에 사용되었으며, 각 웹사이트의 동작 지원에 필요하였다.

## 역사
마이크로소프트 월릿(Microsoft Wallet)은 2016년 6월 21일 미국에서 시작하였다. 처음에는 마이크로소프트의 윈도우 참가자 프로그램의 참가자들에게 출시되었으며 나중에 2016년 8월 16일 윈도우 10 모바일 10주변 업데이트의 출시와 함께 대중에게 공개되었다. 이 서비스는 마이크로소프트의 월릿 앱의 업데이트과 결합하여 윈도우 10 모바일에만 예외적으로 런칭하였다.
| 날짜            | 지원 국가 |
| --------------- | --------- |
| 2016년 6월 21일 | 미국      |

## 같이 보기
- 구글 페이
- 애플 페이
- 삼성 페이
- 엘지 페이
- 네이버 페이
- 카카오 페이
- SSG Pay
- L pay
- 페이팔
- 페이코
- 페이나우